# Club de Futbol Badalona
El Club de Futbol Badalona és el club degà de la ciutat de Badalona pel que fa a la pràctica del futbol i un dels equips professionals de futbol històrics de Catalunya. Fundat el 1903 com a Football Bétulo Club, fou registrat a la Federació Catalana el 1908. Des dels seus orígens i fins a l'actualitat, popularment se l'anomena Bada. Des de 2017 juga a l'Estadi Municipal de Badalona, després del seu passat a l’històric Camp del Centenari de l’Avinguda Navarra.

## Història

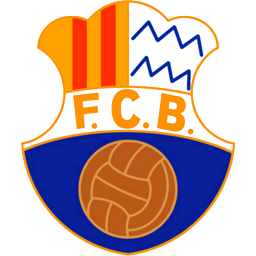
Escut de 1908.

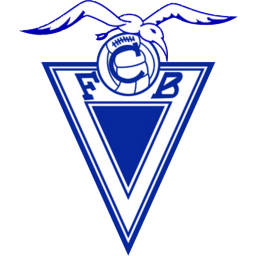
Escut de 1913.

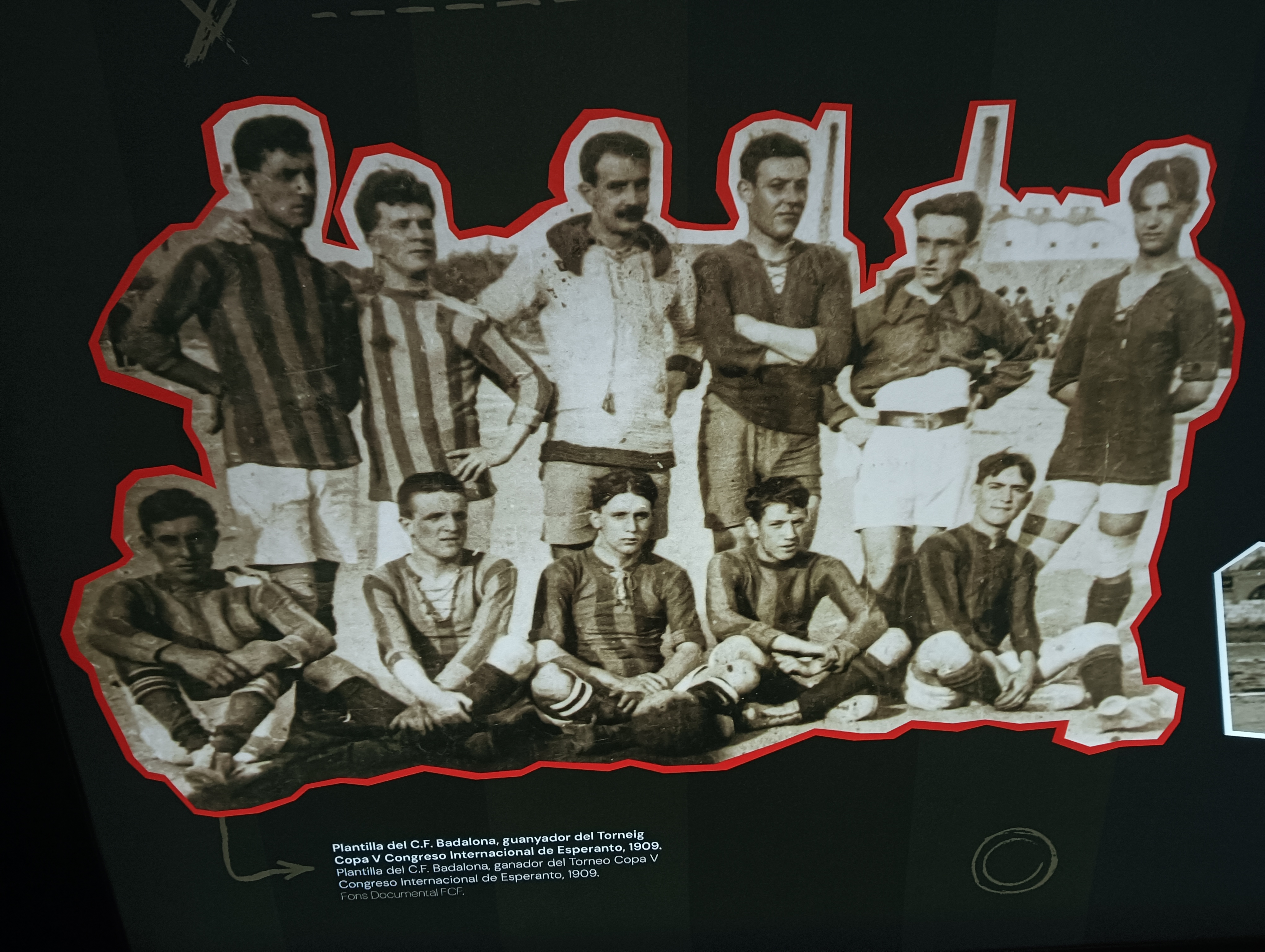
Equip del Badalona guanyador del torneig Copa V Congrés Internacional d'Esperanto del 1909.

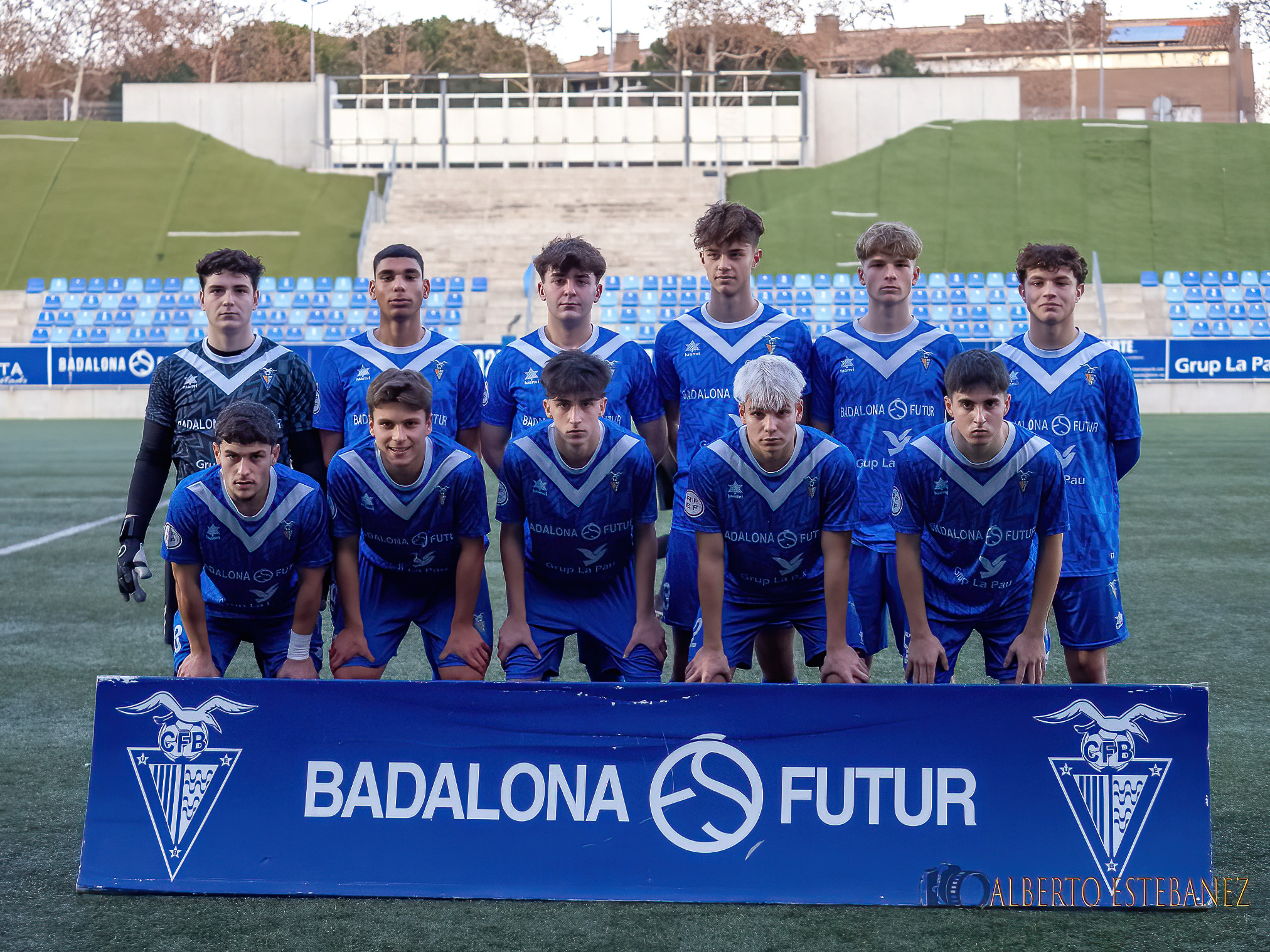
Equip Badalona, 2024.

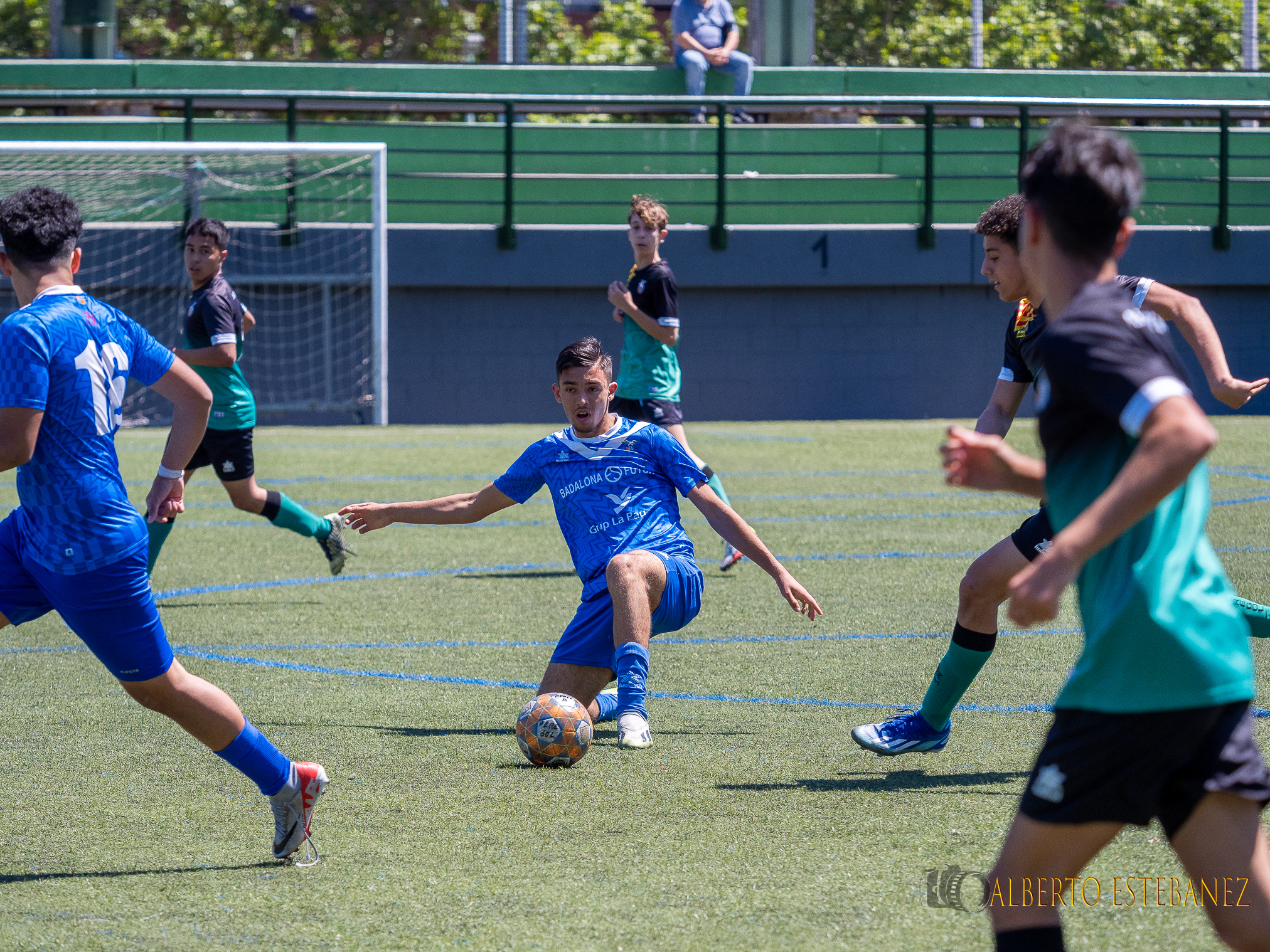
Partit del Badalona, 2024.

Fou fundat el 15 de maig de 1903 de la mà del músic i atleta Francesc Viñas i Bosch sota el nom de Football Bétulo Club, com a escissió del Bétulo Sport, entitat dedicada al ciclisme creada tres anys abans. Cinc anys després, el 1908, el club s'inscrigué amb la seva denominació definitiva a la Federació Catalana de Futbol. Els primers anys, els partits foren disputats en un camp que ni tan sols tenia les línies marcada, a la plaça del Sol, al barri de Casagemes. Els jugadors treien les pedres al matí per jugar a la tarda amb una pilota que Emili Walter havia comprat a Perpinyà per 28 pessetes. El 1906 es traslladaren a un camp construït al barri de Manresà, al costat de Montgat.
Pel que fa a l'equipament, el primer uniforme de l'equip constava d'una samarreta a ratlles verticals de colors blau i vermell i pantaló blau, no és fins a 1913 que s'adopta el color blau escapulat característic del club, potser per diferenciar-se del FC Barcelona. En aquest moment també neixen les diverses seccions del CF Badalona. Entre 1912 i 1916 competí amb els millors equips de Catalunya en el Campionat de la sèrie A. Després baixà a segona categoria, declarant-se campió a les temporades 1925-26 i 1928-29, tornant a la sèrie A entre 1926 i 1928 i 1929 i 1936, sent subcampió de Catalunya la temporada de 1935-36.
El 1933 el club va absorbir l'Artiguense, i passà a denominar-se Badalona Esport Club i es trasllada a l'altra banda de la ciutat, al barri d'Artigues. L'11 d'octubre de 1936, poc després d'iniciada la Guerra Civil, s'inaugura el camp de l'avinguda de Navarra amb un partit entre el Sport Club i el FC Barcelona. Després del conflicte bèl·lic, en els primers anys de la postguerra el club travessa moltes dificultats econòmiques. No obstant això, aconsegueix mantenir-se des de 1947 a 1952 a la Segona Divisió.
El 1953 el club perd la categoria i romandrà a tercera fins al 1963 que tornarà a militar durant cinc temporades consecutives a la Segona Divisió. La forta crisi industrial esdevinguda a principis dels anys setanta afecta el futbol badaloní que entra en una llarga etapa de crisi. Les aportacions externes al club són pràcticament nul·les i el club per rellevància en el teixit socioeconòmic de la ciutat, molt més abocada al bàsquet.
Aquest procés de decadència del club semblava condemnar-lo a la desaparició en les vigílies de celebrar el seu centenari, però la fusió amb la Unió de l'Esport Badaloní, un club jove i en auge, propiciada per Fermín Casquete va donar novament ales a l'entitat escapolada que al final de la temporada 2003-2004 assolia l'ascens a la Segona Divisió B i tenia prevista la construcció d'un nou estadi municipal projectat per l'arquitecte francès Dominique Perrault per a ser construït al Torrent de la Batllòria. El mes de juliol de l'any 2011, després de deu anys presidint el club, Fermín Casquete deixà la presidència del club essent substituït per Felipe Martínez.
La temporada anterior a l'ascens, 2002-2003, el Badalona havia disputat la fase d'ascens a Segona B. El format d'ascens era una lligueta formada per 4 equips. A la lligueta, el Badalona va quedar aparellat amb la Vila-Joiosa, amb el Mar Menor i amb el Poblense. El Badalona va fer una lligueta estupenda, va guanyar 4 dels 6 possibles partits i va quedar a només un punt de l'ascens.
L'11 de setembre del 2003 va tenir lloc el partit contra el Reial Mallorca, en motiu dels actes del Centenari. El Badalona va vèncer el Reial Mallorca per 2-0. El Badalona va disputar dues eliminatòries per aconseguir l'ascens a la temporada 2003/2004. La primera va ser contra el Caravaca. A terres murcianes, el Badalona va aconseguir un empat 0-0 i al Centenari el Badalona es va imposar per 4-1. La segona eliminatòria, i definitiva, va ser contra el Vila-real B. El Badalona va empatar 1-1 al Madrigal. En el partit de tornada, el Badalona va vèncer el Vila-real per 3-2 i va aconseguir així el primer ascens a la categoria de Bronze.
A la temporada 2005-2006 el Badalona va quedar líder del seu grup de Segona B per primera vegada a la història. Però no es va poder materialitzar l'ascens a Segona A quedant eliminat contra el Linares al caure a la primera eliminatòria per un global de 5 a 2.
L'any següent, l'equip va disputar una gran Copa del Rei eliminant el 1ª ronda al Villa-Joiosa, en 2ª ronda al Racing de Ferrol i en 3ª ronda a la Universidad de Las Palmas. L'octubre del 2006 va tenir lloc el partit de Copa del Rei de setzens de final davant del F.C. Barcelona i es va registrar al Centenari la millor afluència de públic de les últimes dècades amb més de 8.000 espectadors. El partit va acabar 1-2 favorable al FC Barcelona a l'Estadi del Centenari. La tornada al Camp Nou el Badalona va perdre per un contundent 4-0.
El Badalona va poder pujar a Segona A si hagués aconseguit guanyar els seus partits de promoció de la temporada 2010/11. El Badalona va eliminar el CD Leganés guanyant per 1-2 a Butarque i sentenciant al Centenari al vèncer per 1-0. Es va enfrontar posteriorment al Mirandés, el partit d'anada el qual va perdre per 1-0 a Anduva. A la tornadaa casa es va produir un empat a 0-0 i el 'Bada' va quedar a les portes de l'ascens tot i intentar-ho durant tot el partit però sense efectivitat de cara a porta.
El Badalona va tonar a jugar la promoció d'ascens a Segona A el 20/05/2012 contra el C.D.Tenerife. Un gol de Goiko, al minut 46, a la sortida d'un córner, situava l'1-0 al Centenari. Tot i això, Zazo establia la igualada el 89, quedant així 1-1 en el partit d'anada. El partit de tornada a l'Heliodoro es va jugar el 27 de Maig amb resultat de 3-1 per al conjunt 'chicharrero'. Un cop més el club es quedava a les portes de l'ascens.
L'11 de gener del 2020 el Badalona va fer història després de derrotar per 2-0 a la segona ronda de la Copa del Rei, un equip en aquell moment classificat en llocs Champions com el Getafe C. F.. L'equip venia d'eliminar al Real Oviedo (3-1) a 1ª ronda. Ja als setzens de final va caure contra el Granada CF a la pròrroga (1-3).
El 2022 el club va arribar amb un acord per absorbir la Unió Esportiva Llagostera. L'acord signat per Miguel Ángel Sánchez, Oriol Alsina, Toni Freixa i Santi Álvarez establia que durant el procés d'absorció el Llagostera passaria a anomenar-se Badalona Futur, club que en poc temps passaria ser adquirit pel Badalona. La temporada 2022-2023 es va establir que el Llagostera jugaria amb el nom de Badalona Futur a Segona RFEF i entrenat per l'històric entrenador del Llagostera Oriol Alsina; mentre que el Badalona jugaria a Tercera RFEF entrenat per Santi Álvarez. Aquest acord es va trencar finalment per desavinènces entre les dues parts i l'absorció va quedar en paper mullat, deixant el CF Badalona a la Tercera RFEF.
La temporada 2023-24 l'equip queda 4t classificat a la lliga i juga el play-off d'ascens, amb Gerard Albaladejo al capdavant. L'equip cau en la segona eliminatòria per l'ascens davant l'Hospitalet després d'eliminar al Vilassar de Mar en la primera eliminatoria.
La 2024-25 s'inicià amb canvis en la direcció i propietat del club on es realitzàren grans fitxatges per la categoria com Alvaro Vazquez. L'equip començà la temporada amb mal joc i mals resultats acabant la primera volta en posicions de lluitar per no baixar. El joc i l'equip millorà a la segona volta i s'aconseguiren grans resultats que fan acabar la temporada en cinquena posició, amb dret a jugar per segon any consecutiu les eliminatòries d'ascens a Segona Federació on es troben amb l'Atlètic Lleida en la primera eliminatòria.

Evolució del nom:
- Football Bétulo Club (1903-1908)
- Foot-ball Club Badalona (1909-1933)
- Badalona Esport Club (1933-1941)
- Club de Futbol Badalona (1941-)

## Estadi

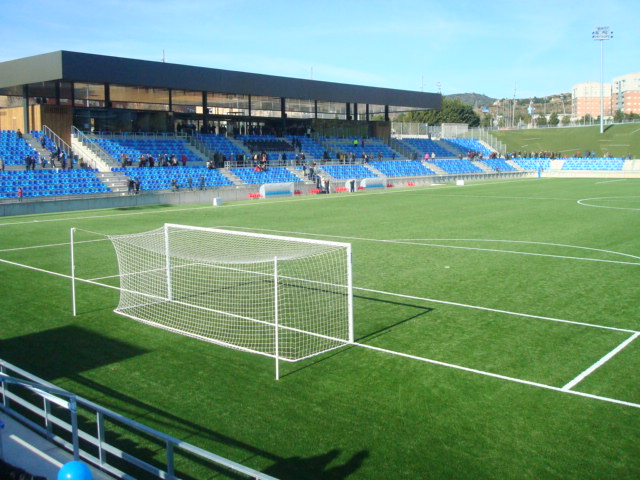
Estadi Municipal de Badalona.

El Camp del Centenari fou un estadi de futbol amb capacitat per 10.000 espectadors creat l'any 1936 al barri de Casagemes, a la ciutat de Badalona, on jugava els seus partits com a local el Club de Futbol Badalona de la Segona Divisió B, que el 2014 es va traslladar al Camp Municipal de Montigalà fins a disposar de l'Estadi Municipal.
Les dimensions del terreny de joc són de 105x65 metres i disposava de gespa artificial, que es va traslladar també a Montigalà. L'estadi fou enderrocat el 2015.
L'any 2014 es va traslladar del Camp del Centenari al Camp Municipal de Montigalà fins a disposar de l'estadi municipal, el qual s'inaugurà en el mes de gener de l'any 2017 amb una capacitat de 4.200 espectadors ampliable.

## Evolució de l'uniforme
Font:
| 1903 | 1909 | 1913 | 1934 | 1976 | 2002 | 2010 | 2014 |  |

## Títols
- 1 Copa RFEF (Copa Federació) (2003-04)
- Segona B 'Grup III' (2005-2006)
- 6 cops campió de la Tercera Divisió (1932-33, 1945-46, 1946-47, 1960-61, 2002-03, 2003-04)
- 7 cops campió del Torneig d'Històrics (1987, 2003, 2004, 2008, 2011, 2017, 2018)
- 2 Campionat de Catalunya de Segona Categoria: (1917-18, 1925-26)

## Temporades
- 1929-30: 3a Divisió 2n
- 1930-31: 3a Divisió 3r
- 1931-32: 3a Divisió 2n
- 1932-33: 3a Divisió 1r
- 1933-34: 3a Divisió 4t
- 1934-35: 2a Divisió 6è
- 1935-36: 2a Divisió 4t
- 1939-40: 2a Divisió 8è
- 1940-41: 2a Divisió 12è
- 1945-46: 3a Divisió 1r
- 1946-47: 3a Divisió 1r
- 1947-48: 2a Divisió 10è
- 1948-49: 2a Divisió 13è
- 1949-50: 2a Divisió 15è
- 1950-51: 2a Divisió 13è
- 1951-52: 2a Divisió 15è
- 1952-53: 3a Divisió 4t
- 1959-60: 3a Divisió 8è
- 1953-54: 3a Divisió 11è
- 1954-55: 3a Divisió 8è
- 1955-56: 3a Divisió 5è
- 1956-57: 3a Divisió 2n
- 1957-58: 3a Divisió 14è
- 1958-59: 3a Divisió 6è
- 1960-61: 3a Divisió 1r
- 1961-62: 3a Divisió 6è
- 1962-63: 3a Divisió 2n
- 1963-64: 2a Divisió 14è
- 1964-65: 2a Divisió 14è
- 1965-66: 2a Divisió 12è
- 1966-67: 2a Divisió 10è
- 1967-68: 2a Divisió 9è
- 1968-69: 3a Divisió 4t
- 1969-70: 3a Divisió 2n
- 1970-71: 3a Divisió 11è
- 1971-72: 3a Divisió 17è
- 1977-78: 3a Divisió 13è
- 1978-79: 3a Divisió 2n
- 1979-80: 3a Divisió 11è
- 1980-81: 3a Divisió 3r
- 1981-82: 3a Divisió 2n
- 1982-83: 3a Divisió 3r
- 1983-84: 3a Divisió 3r
- 1984-85: 3a Divisió 11è
- 1985-86: 3a Divisió 19è
- 1987-88: 3a Divisió 5è
- 1988-89: 3a Divisió 18è
- 1989-90: Regional Preferent 5è
- 1990-91: Regional Preferent 1r
- 1991-92: 1ª Catalana 5è
- 1992-93: 1ª Catalana 1r
- 1993-94: 3a Divisió 6è
- 1994-95: 3a Divisió 18è
- 1995-96: 1ª Catalana 10è
- 1996-97: 1ª Catalana 2n
- 1997-98: 3a Divisió 12è
- 1998-99: 3a Divisió 13è
- 1999-00: 3a Divisió 18è
- 2000-01: 1ª Catalana 1r
- 2001-02: 3a Divisió 11è
- 2002-03: 3a Divisió 1r
- 2003-04: 3a Divisió 1r
- 2004-05: 2a Divisió B 9è
- 2005-06: 2a Divisió B 1r
- 2006-07: 2a Divisió B 5è
- 2007-08: 2a Divisió B 10è
- 2008-09: 2a Divisió B 9è
- 2009-10: 2a Divisió B 12è
- 2010-11: 2a Divisió B 2n
- 2011-12: 2a Divisió B 4t
- 2012-13: 2a Divisió B 13è
- 2013-14: 2a Divisió B 13è
- 2014-15: 2a Divisió B 7è
- 2015-16: 2a Divisió B 13è
- 2016-17: 2a Divisió B 5è
- 2017-18: 2a Divisió B 8è
- 2018-19: 2a Divisió B 7è
- 2019-20: 2a Divisió B 19è
- 2020-21: 2a Divisió B 6è
- 2021-22: 2ª RFEF 15è
- 2022-23: 3ª RFEF 13è
- 2023-24: 3ª RFEF 4t
- 2024-25: 3ª RFEF 5è

Club de Futbol Badalona 'B'
- 2002-03: 1a Catalana 11è
- 2003-04: 1a Catalana 15è
- 2004-05: 1a Catalana 7è
- 2005-06: 1a Catalana 16è
- 2006-07: 1a Catalana 16è
- 2007-08: 1a Catalana 4t (Desapareix per culpa de problemes econòmics).[13]

## Jugadors destacats
- Josep Vicenç 'Tente' Sànchez
- Xavi Aguado
- Luis Javier García Sanz
- Jordi Ferrón
- David Prats
- Sergi Gómez
- Xavier Monteys 'Monty'
- Albert Càmara
- Rubén Casado
- Xavier Molist
- Luis Blanco
- Juan Manuel Pons
- Mikel Amantegui
- Joaquin Macanás
- Rubén Martínez Caballero
- Jose Miguel Morales
- Manel Martínez
- Miquel Robusté
- Cesar Soriano
- Victor Rodriguez Romero
- Julián Robles Garcia
- Toni Lao
- Francesc Xavier Molina
- Álvaro Vázquez